# Albert K. Cohen
 (août 2024).
Si vous disposez d'ouvrages ou d'articles de référence ou si vous connaissez des sites web de qualité traitant du thème abordé ici, merci de compléter l'article en donnant les références utiles à sa vérifiabilité et en les liant à la section « Notes et références ».
Pour les articles homonymes, voir Cohen.
Albert K. Cohen est un criminologue et sociologue américain né le 15 juin 1918 à Boston et mort le 25 novembre 2014 à Chelsea dans le Massachusetts.
Albert Cohen a critiqué Merton et suggéré une théorie fondée sur le remplacement des normes communes et des valeurs de la société par des cultures secondaires. Il a proposé deux idéologies de base, la première s'appelle l'anéantissement du statut.

## Anéantissement du statut
L'anéantissement de statut est un phénomène qui concerne les jeunes des classes inférieures. Il n'y a aucun parallèle entre leurs propres réalités sociales et les favorisés par la société. Ils deviennent frustrés aux inconvénients et aux inégalités auxquels ils font face, et ceci mène au deuxième principe de Cohen : formation de réaction.

## Formation de réaction
Ce phénomène est la conséquence de l'anéantissement de statut, et les jeunes hommes des classes inférieures remplacent des normes et des valeurs de sociétés par leurs alternatives. C'est-à-dire qu'au lieu de travailler un but commun pour le respect, cela peut devenir des actes délinquants comme par exemple du vandalisme. Ceci fournit au groupe un sens des valeurs et un statut qu'ils ne peuvent pas recevoir de la société globale. C'est le processus qui permet aux membres des groupes de s'adapter à leur propre exclusion de la société. À la différence de la théorie de la contrainte de Merton, Cohen estime que la réaction à l'anéantissement de statut est une réponse collective plutôt qu'individuelle.
Cette théorie explique les taux croissants de crime non-utilitaire (vandalisme, chapardage, prostitution, etc.) dans les sociétés occidentales. Bien que les actions de ce type ne fournissent pas le gain monétaire au malfaiteur, elles viennent maintenir les valeurs sur les membres de la culture secondaire. En tant que telles, elles sont les moyens accessibles de réaliser un statut et un prestige parmi les pairs de l'intéressé.

## Publications
- (en) Albert Kircidel Cohen, Delinquent boys: The culture of the gang, Taylor et Francis, 1956

## Voir également